# 小行星1528
小行星1528（1528 Conrada）是一颗绕太阳运转的小行星，为主小行星带小行星。该小行星于1940年2月10日发现。
該小行星以德國海軍上將弗里茨·康拉德（Fritz Conrad）命名。

## 轨道参数
小行星1528的轨道半长轴为2.4152869 UA，离心率为0.142。